# St Cleer
 (septembre 2023).
St Cleer est une paroisse civile et un village des Cornouailles, en Angleterre.